# Kardinal-Innitzer-Preis

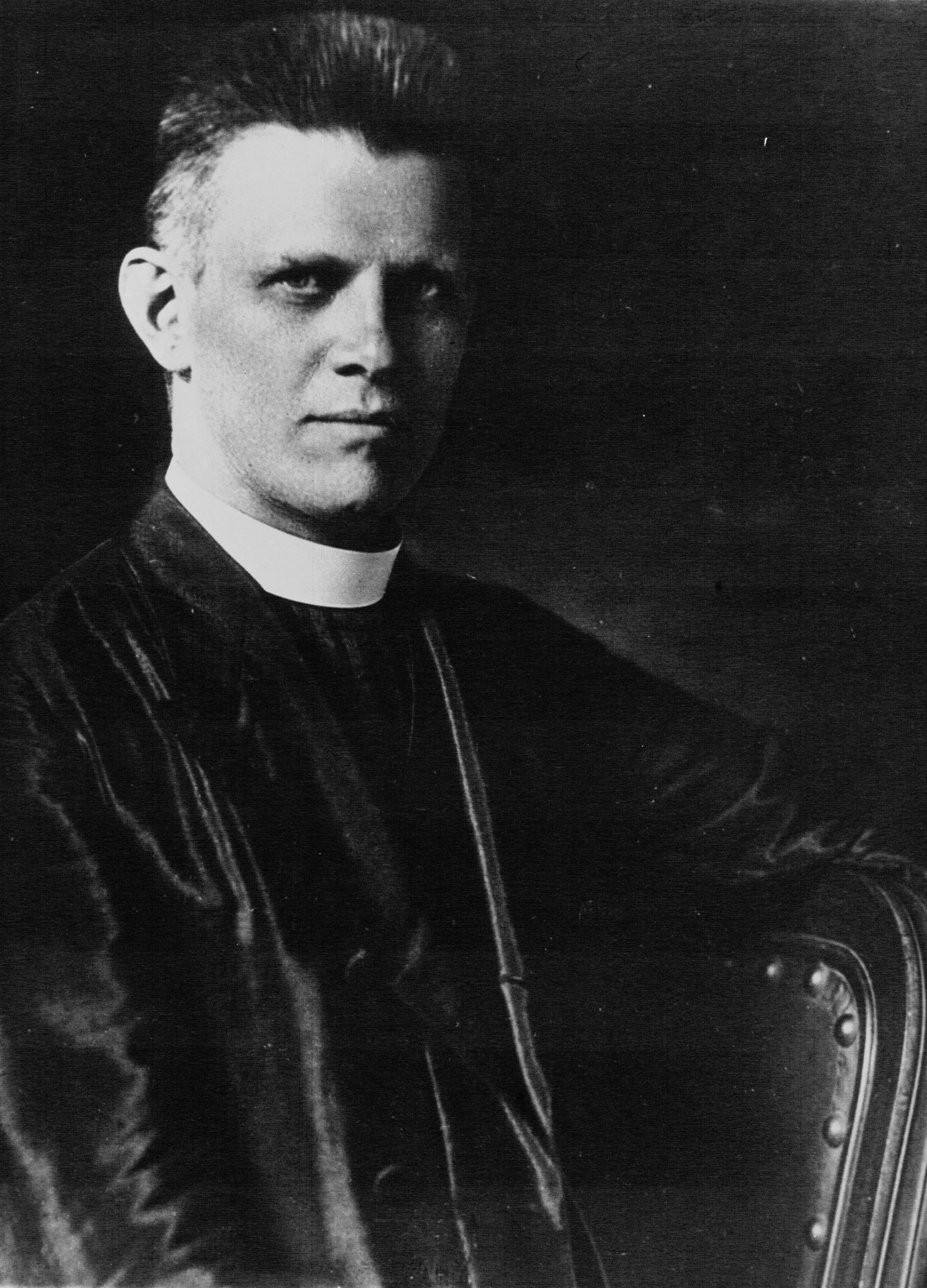
Theodor Innitzer (1932)

Der Kardinal-Innitzer-Preis ist ein von der Erzdiözese Wien verliehener Wissenschaftspreis. Er ist nach Kardinal Theodor Innitzer benannt und durch den Kardinal-Innitzer-Studienfonds, eine Einrichtung zur Förderung der Wissenschaft, dotiert.

## Geschichte

### Die Bemühungen Kardinal Theodor Innitzers
Der Namensgeber des Studienfonds, Kardinal Theodor Innitzer, war selbst Universitätslehrer. Als solcher wusste er um die Nöte junger Wissenschaftler am Beginn ihrer akademischen Laufbahn Bescheid. Nach dem Ende des Zweiten Weltkriegs suchte er die Hilfe maßgeblicher Persönlichkeiten der österreichischen Wirtschaft zur Unterstützung junger österreichischer Wissenschaftler zu gewinnen. Das Thema der Notwendigkeit einer Förderung des wissenschaftlichen Nachwuchses kam am 30. Jänner 1951 bei einem Zusammentreffen von Kardinal Theodor Innitzer mit Julius Raab, damals Präsident der Bundeswirtschaftskammer, sowie Otto Benedikt, dem Generaldirektor der Girozentrale, zur Sprache. Zuvor hatte sich die Österreichische Leo-Gesellschaft um eine solche Förderung bemüht. Auf Vorschlag von Kardinal Innitzer kamen diese Herren am 8. Februar 1951 überein, einen Hilfsfonds für den jungen wissenschaftlichen Nachwuchs zu gründen. Dieser Hilfsfonds, auch „Dozentenhilfe“ genannt, vergab auf Antrag der Bewerber, welcher fachlich geprüft wurde, Stipendien für die Dauer von maximal drei Jahren.
Auf ein weiteres Schreiben Kardinal Innitzers vom 20. Dezember 1951 an maßgebliche Persönlichkeiten der Regierung, der Kammern und diverser wirtschaftlicher Großunternehmen unterstützten die Genossenschaftliche Zentralbank AG, die Sektion Handel der Kammer der gewerblichen Wirtschaft, Wien, der Niederösterreichische Bauernbund und die Vereinigung Österreichischer Industrieller den Fonds. Nach dem Tod von Kardinal Theodor Innitzer (9. Oktober 1955) übernahm Kapitelvikar Erzbischof Franz Jachym die Wahrung der Interessen der Dozentenhilfe.

### Die weitere Entwicklung
Die Idee, die österreichische Wissenschaft von Seiten der Kirche zu unterstützen, wurde durch den Nachfolger Innitzers im Amt des Wiener Erzbischofs, Kardinal Franz König, aufgegriffen. Kardinal König teilte in einem Brief vom 21. Dezember 1960 an das Präsidium der Bundeskammer der gewerblichen Wirtschaft mit, einen Fonds zur Unterstützung wissenschaftlicher Nachwuchskräfte gründen zu wollen und ersuchte um entsprechende Subventionierung sowie um Vorschläge für eine konkrete Umsetzung des Vorhabens. Am 5. Jänner 1961 erhielt Kardinal König von der Bundeskammer der gewerblichen Wirtschaft eine Zusage. Hierauf bemühte er sich um eine prominente Besetzung des Kuratoriums, dem zu Beginn (ab 9. April 1962) Julius Raab, Leopold Figl, Manfred Mauthner Markhof, Sektionschef Franz Hoyer, Ferdinand Westphalen und Alois Brusatti angehörten.
Die im Jahr 1962 als „Kardinal-Innitzer-Studienfonds“ gegründete Einrichtung sollte für Arbeiten, die einem höheren wissenschaftlichen Anspruch genügen, jedes Jahr Preise aussetzen, für deren finanzielle Deckung diverse Organisationen aufkommen sollten. Die Arbeiten konnten aus allen wissenschaftlichen Bereichen eingereicht werden, jedoch sollte mindestens die Hälfte der vorhandenen Geldmittel für Arbeiten aus dem Gebiet der Gesellschaftswissenschaften aufgewendet werden. In diesem Sinne wurden erstmals in der Kuratoriumssitzung vom 21. November 1962 Preisverleihungen beschlossen. Die Preise gingen an Personen, die an der Grenze zwischen wissenschaftlichem Nachwuchs und arrivierten Wissenschaftlern standen.
In den folgenden Jahren gelang es, neue Institutionen als Geldgeber zu gewinnen, wodurch eine Erhöhung der Preisgelder möglich wurde. Anlässlich der zehnten Preisverleihung im Jahr 1971 beschloss das Kuratorium eine Neuregelung: Anstelle der bisherigen Zahl von Preisträgern, die jährlich zwischen 15 und 25 schwankte, wurden nun neun „Förderungspreise“ in Höhe von je 25.000 Schilling geschaffen. Darüber hinaus wurde für hervorragende wissenschaftliche Arbeiten ein „Kardinal-Innitzer-Preis“ in Höhe von 100.000 Schilling geschaffen. Dieser diente der Würdigung des Lebenswerkes von Forschern. Damaligen Pressemeldungen zufolge wurde damit ein „österreichischer Nobelpreis“ für Sozialwissenschaften errichtet. Zum ersten Mal wurde dieser Preis an Johannes Messner vergeben. Seit 1974 vergibt der Kardinal-Innitzer-Studienfonds zudem „Würdigungspreise“ für Persönlichkeiten, die im Forschungsleben stehen.

## Ehrenschutz und Preisverleihung
Kardinal Franz König erklärte sich bereit, den Ehrenschutz über den neu gegründeten Fonds zu übernehmen. Mit Hilfe seiner ideellen Unterstützung und durch die Bemühungen weiterer Persönlichkeiten war es gelungen, die materielle Grundlage für den Preis zu schaffen. Protektor des Kardinal-Innitzer-Preises ist weiterhin der Erzbischof von Wien, derzeit Kardinal Christoph Schönborn. Dieser nimmt im Rahmen einer feierlichen Vergabesitzung im Dezember jedes Kalenderjahres die Preisverleihung vor.

## Großer Preis
Der „Große Preis“ wird seit 1971 für das wissenschaftliche Lebenswerk vergeben.

## Würdigungspreise
„Würdigungspreise“ werden seit 1974 jeweils für „Geistes- und Sozialwissenschaft/Rechtswissenschaft“, „Naturwissenschaft/Medizin“ sowie „Wissenschaftlich fundierte Publizistik“ vergeben.

## Förderungspreise
Über den „Großen Preis“ und die „Würdigungspreise“ hinaus vergibt der Kardinal-Innitzer-Studienfonds jährlich „Förderungspreise“ an hervorragende junge österreichische Wissenschaftler, und zwar seit 1971. Kandidaten aus den Bereichen Geisteswissenschaften, Human- und Veterinärmedizin, Naturwissenschaften, Rechts- und Staatswissenschaften, Sozial- und Wirtschaftswissenschaften sowie Theologie, die nicht älter als 40 Jahre sind, können sich um die Förderungspreise bewerben. Die eingereichten Arbeiten sollen in etwa Habilitationsniveau haben, auch Einzelstudien von Habilitierten können eingereicht werden. Die Bewerbungen werden durch den Studienfonds, der sich dazu externer Gutachter bedient, und vom Kuratorium geprüft.

## Träger des Kardinal-Innitzer-Preises (1962–1970)
- 1962: Shin Clemens Anzai, Religionswissenschaftler; Walter Böhm, Philosoph; Alois Eder, Prof. an der Hochschule für Welthandel; Karl Hannak, Rechtswissenschaftler; Adolf Holl, Theologe; Kurt Holzer, Prof. für Agrarpolitik an der Hochschule für Bodenkultur Wien; Elly Konopik, Chemikerin; Edgar Korherr, Theologe; Peter Leisching, Kirchenrechtler; Michael Mitterauer, Historiker; Bruno Primetshofer, Kirchenrechtler; Herbert Schambeck, Rechtswissenschaftler; Erwin Stürzl, Dozent für Anglistik an der Universität Wien im Jahr 1962; Rudolf Weiler, Theologe; Werner Welzig, Germanist; Fridolin Wipplinger, Philosoph[7]
- 1963: Felix Gamillscheg, Chefredakteur der „Furche“ und Gründer der Katholischen Medienakademie; Herbert Hausmaninger, Rechtswissenschaftler; Gustav Hofmann, Mediziner; Maria Hornung, Sprachwissenschaftlerin; Otto Kepka, Zoologe; Josef Leibetseder, Veterinärmediziner; Johann Mader, Philosoph; Christoph Mayerhofer, Sektionsrat im Bundesministerium für Justiz; Otto Muck, Philosoph; Helmuth Petsche, Neurophysiologe; Ambros Pfiffig, Etruskologe; Richard Plaschka, Historiker; Benno Plöchinger, Geologe; Herbert Schelesniker, Slawist; Hellmuth Schindlbauer, Chemiker; Walter Schlorhauffer, Audiologe; Friedrich Schmittner, habilitiert für Landwirtschaftliche Betriebslehre an der Hochschule für Bodenkultur Wien; Franz-Martin Schmölz, Ethiker; Viktor Steininger, Rechtswissenschaftler; Peter Swoboda, Prof. für Betriebswirtschaftslehre an der Karl-Franzens-Universität Graz; Wilhelm Ullrich, Veterinärmediziner[8]
- 1964: Johann B. Bauer, Theologe; Maximilian Bergmann, Mediziner; Walter Dostal, Ethnologe; Wilhelm Durpe, Philosoph; Elsa Fetzmann (verehel. Kusel-Fetzmann), Phykologin; Maximilian Fischer, Oberrat am Naturhistorischen Museum; Johann Korkisch, Chemiker; Hans Köttl, Agronom; Alfred Kyrer, Nationalökonom; Alfred Locker, Biophysiker; Hans Mukarovsky, Afrikanist; Peter Pernthaler, Rechtswissenschaftler; Vladimir Richter, Philosoph; Brigitte Rollett, Psychologin; Josef Söltz-Szöts, Dermatologe; Wilhelm Sacher, Politologe; Karl Steinbereithner, Mediziner; Otto Thalhammer, Mediziner; Theodor Tomandl, Rechtswissenschaftler; Karl Vodrazka, Ökonom; Leopold Wallner, Generaldirektor der Österreichischen Spielbanken AG; Rudolf Weiler, Theologe; Herwig Wolfram, Historiker; Erich Zbirak, Chemiker; Wolfgang Zenker, Mediziner[9]
- 1965: Norbert Brox, Kirchenhistoriker; Horst Ebel, Röntgenmetallograph; Kurt Freisitzer, Soziologe; Josef Frewein, Anatom; Arnold Gamper, Bibelwissenschaftler; Rudolf Haller, Philosoph; Helmut Heuberger, Geograph; Alfred Klose, Politik- und Sozialwissenschaftler; Kurt Marko, Philosoph; Marianne Meinhart, Rechtshistorikerin; Veith Risak, Informatiker; Kurt Rossmanith, Chemiker; Anton Schöpf, Nationalökonom; Michael Schwimann, Rechtswissenschaftler; Alois Stacher, Mediziner; Wilhelm Stöckl, Biochemiker; Gerhard Wiedermann, Hygieniker; Wolfgang Wieser, Zoologe; Erich Winter, Ägyptologe[10]
- 1966: Alfred Doppler, Literaturwissenschafter; Carl Gerold Fürst, Kirchenrechtler; Ingeborg Gampl, Kirchenrechtlerin; Erich Glawischnig, Veterinärmediziner; Rudolf Gönner, Dozent für Pädagogik an der Universität des Saarlandes; Hertha Haselberger, Kunstethnologin; Rudolf Höfer, Mediziner; Richard Holzhammer, Rechtswissenschaftler; Kurt Jellinger, Neurologe; Kurt Keminger, Chirurg; Friedrich Koja, Rechtswissenschaftler; Herbert Kraus, Ökonom; Harald Kirschner, Chemiker; Erich Kutzler, Parasitologe; Walter Nagl, Botaniker; Adolf Neckel, Chemiker; Rudolf Ostheim, Rechtswissenschaftler; Hanns Pichler, Volkswirt; Othmar Pickl, Historiker; Friedrich Romig Ökonom; Sigurd Sailer, Mediziner; Otto Siebeck, Zoologe; Gerhard Silberbauer, Soziologe; Paul Weingartner, Philosoph; Alexander Weinmann, Regeltechniker; Helmut Widtmann, habilitiert für Städte- und Kirchenbau an der Technischen Universität Graz; Franz Zaic, Anglist; Josef Zelger, Dermatologe[11]
- 1967: Eugen Dönt, Klassischer Philologe; Rudolf Eder, Ökonom; Erich Eisenmenger, Chirurg; Christof Faistenberger, Rechtswissenschaftler; Karl Formanek, Pathologe; Josef Frühwirth, Agronom; Albert Höfer, Religionspädagoge; Nikola Getoff, Strahlen- und Radiochemiker; Michael Hoffmann, Ökonom; Christian Kunz, Virologe; Elisabeth Lichtenberger, Geographin; Ferdinand Mayer, Kartograph; Erhard Oeser, Philosoph; Roland Pechlaner, Limonolge; Helmuth Pietschmann, Mediziner; Friedrich Sandhofer, Mediziner; Diether Sperlich, Mediziner; Gottfried Schatz, Indologe; Klaus Wolff, Dermatologe; Horst Wünsch, Rechtswissenschaftler; Paul Zulehner, Pastoraltheologe[12]
- 1968: Werner Clement, Ökonom; Karl Hagmüller, Zoologe; Ernst Hammerschmidt Orientalist; Johann Hejtmanek, Reaktortheoretiker; Josef Kreiner, Japanologe; Gerhard Pfohl, Epigraphiker; Fritz Raber, Rechtswissenschaftler; Wigand Ritter, Wirtschaftsgeograph; Fritz Schweiger, Mathematiker; Walter Sertl, Ökonom; Christian Smekal, Finanzwissenschaftler; Helmuth Seyfried, Psychologe; Erich Thummer, Klassischer Philologe; Kurt Utvary, Chemiker; Laszlo Vaskovics, Soziologe[13]
- 1969: Hannes Aiginger, Physiker; Herbert Benzer, Anästhesiologe; Gerhard Faninger, Röntgenologe; Konrad Ginther, Völkerrechtler; Peter Gruber, Mathematiker; Othmar Hageneder, Historiker; Adolf Haslinger, Literaturwissenschaftler; Franz Horak, Rechtswissenschaftler; Kurt Ingerle, Dozent für Stahlwasserbau an der Technischen Hochschule Wien; Alfred Kratochwil, Gynäkologe; Harry Kühnel, Historiker; Robert Leskova, Milchhygieniker; Hans Lexa, Ökonom; Anton Meller, Chemiker; Richard Olechowski, Pädagoge; Wolfgang Raab, Dermatologe; Max Röhr, Biochemiker; Gerhard Schwarz, Philosoph; Hugo Schwendenwein, Kirchenrechtler[14]
- 1970: Rudolf Bauer, Rheumachirurg; Rudolf Flotzinger, Musikwissenschaftler; Walter Grünberg, Pathologe; Hedwig Heger, Germanistin; Karl Korinek, Verfassungsjurist; Herbert Matis, Wirtschaftshistoriker; Erwin Migsch, Arbeitsrechtler; Walter Nagl, Botaniker; Kurt Onderscheka, Veterinärmediziner; Norbert Pucker, Physiker; Peter Putzer, Rechtshistoriker; Fritz Sauter, Chemiker; Wilfried Schneider, Wirtschaftspädagoge; Rudolf Welser, Rechtswissenschaftler; Gerhard Winkler, Klassischer Philologe; Josef Wysocki, Historiker[15]

## Träger des Kardinal-Innitzer-Preises in den Kategorien „Großer Preis“ (ab 1971) und „Würdigungspreise“ (ab 1974)
- 1971: Johannes Messner, Theologe (Großer Preis)
- 1972: Willibald Plöchl, Rechtswissenschaftler und Wilhelm Weber, Wirtschaftswissenschaftler (Großer Preis)
- 1973: Anton Burghardt, Soziologe (Großer Preis)
- 1974: Alfred Verdross-Drossberg, Rechtswissenschaftler (Großer Preis); Herbert Hunger, Byzantinist; Gernot Eder, Physiker; Oskar Schatz, Wissenschaftsjournalist (Würdigungspreise)
- 1975: Hans Asperger, Pädiater (Großer Preis); Karl Lechner, Prof. für Betriebswirtschaftslehre an der Universität Graz; Wolfgang Wieser, Zoologe und Evolutionsbiologe; Hugo Obergottsberger, Wissenschaftsjournalist (Würdigungspreise)
- 1976: Karl Rahner, Theologe (Großer Preis); Franz Bydlinski, Rechtswissenschaftler; Ottokar Uhl, Architekt; Karl Graber, Journalist; Helmut Swoboda, freier Journalist und Schriftsteller (Würdigungspreise)
- 1977: Viktor Frankl, Psychiater und Neurologe (Großer Preis); Kurt Schubert, Judaist; H. Braunsteiner; Pia Maria Plechl, Schriftstellerin und Journalistin (Würdigungspreise)
- 1978: Gustav A. Wetter, Jesuit und Historiker (Großer Preis); Erich Zöllner (Historiker); W. Riedler; K. Schmölzer (Würdigungspreise)
- 1979: Gottfried Haberler, Wirtschaftswissenschaftler (Großer Preis); P. Pernthaler; Oleh Hornykiewicz, Pharmakologe; Hubert Feichtlbauer, Publizist (Würdigungspreise)
- 1980: Roland Rainer, Architekt (Großer Preis); Werner Clement, Ökonom; Eduard Gitsch, Gynäkologe; K. Logar (Würdigungspreise)
- 1981: Otto Demus, Kunsthistoriker (Großer Preis); J. Kremer; Wolfgang Kummer, Physiker; P. Twaroch (Würdigungspreise)
- 1982: Peter R. Hofstätter, Sozialpsychologe (Großer Preis); A. Pimmer; Hans Schwabl, Klassischer Archäologe; H. Willinger; Norbert Tschulik, Musikwissenschaftler (Würdigungspreise)
- 1983: Johannes Schasching, Sozialethiker, Jesuit, Professor und Schriftsteller (Großer Preis); G. Stoll; Th. Kenner; F. Kreuzer (Würdigungspreise)
- 1984: Karl Fellinger, Arzt (Großer Preis); Erich Bodzenta, Soziologe; F. Paschke; D. Bauer (Würdigungspreise)
- 1985: Rupert Feuchtmüller, Kunsthistoriker (Großer Preis); G. Oberhammer; Meinhard Michael Moser, Mykologe; Hugo Portisch, Journalist (Würdigungspreise)
- 1986: Hermann Wiesflecker, Historiker (Großer Preis); W. Weis; Helmut Rauch, Physiker (Würdigungspreise)
- 1987: Herbert Berger, Schriftsteller (Großer Preis); Gerald Stourzh, Historiker; Georg Wailand, Publizist (Würdigungspreise)
- 1988: Emerich Coreth, Theologe (Großer Preis); F. Matscher; Franz Pirchner, Agrarwissenschaftler; Walter Karlberger, Rundfunkjournalist (Würdigungspreise)
- 1989: Friedrich Lehne, Jurist (Großer Preis); Günther Hamann, Historiker; Uwe B. Sleytr, Mikrobiologe; Anton Fellner, katholischer Publizist (Würdigungspreise)
- 1990: Eduard Gitsch, Gynäkologe (Großer Preis); Th. Mayr-Maly; G. Baumgart (Würdigungspreise)
- 1991: (kein Großer Preis vergeben); Norbert Leser, Sozialphilosoph; Gerhard Seicht, Betriebswirt; R. Weiler (Würdigungspreise)
- 1992: Richard Georg Plaschka, Historiker (Großer Preis); Alfred Klose, Sozialwissenschaftler; H. Gardner (Würdigungspreise)
- 1993: Josef Lenzenweger, Theologe und Historiker (Großer Preis); Wolfgang Mantl, Staatsrechtler und Politikwissenschaftler; Werner Biffl, Wasserbauingenieur; M. Hemberger; G. Niebauer (Würdigungspreise)
- 1994: Wolfgang Brezinka, Pädagoge (Großer Preis); H. Wolfram; Helmut Denk, Pathologe; F. Mayrhofer (Würdigungspreise)
- 1995: Walter Thirring, Physiker (Großer Preis); F. Koja; Klaus Wolff, Dermatologe; A. Payrleitner (Würdigungspreise)
- 1996: Hans Bruno Schneider, Zisterzienser und Historiker (Großer Preis); E. Steinkellner; Anton Zeilinger, Quantenphysiker; Martina Salomon, Journalistin (Würdigungspreise)
- 1997: Oleh Hornykiewicz, Pharmakologe (Großer Preis); Th. Tomandl; Peter Schuster, Chemiker; Hans Spatzenegger, Jurist und Journalist (Würdigungspreise)
- 1998: Hermann Fillitz, Kunsthistoriker (Großer Preis); Karl Acham, Soziologe[16]; Harald Niederreiter, Mathematiker[17]; Erich Witzmann (Würdigungspreise)
- 1999: Kurt Komarek, Chemiker (Großer Preis); H. Köck; Herbert Budka, Neurologe; Christian Müller, Wissenschaftsjournalist (Würdigungspreise)
- 2000: Elisabeth Lichtenberger, Geographin (Großer Preis); Helmut Birkhan, Mediävist und Keltologe; P. Zoller; Peter Pawlowsky, Journalist; Franz Grabner, Journalist (Würdigungspreise)[18]
- 2001: Wolfgang Zenker, Anatom (Großer Preis); Hanspeter Neuhold, Völkerrechtler; Thomas Luger, Mediziner; Thomas Kramar, Journalist (Würdigungspreise)[19]
- 2002: Leopold Rosenmayr, Soziologe (Großer Preis); Ernst Hanisch, Historiker; Friedrich G. Barth, Zoologe und Neurobiologe; Christian Pinter, Journalist (Würdigungspreise)[20]
- 2003: Heinz Zemanek, Computerpionier (Großer Preis); Sigrid Jalkotzy-Deger, Archäologin; Gert Pfurtscheller, Biomediziner; Reinhard Schlögl, Journalist (Würdigungspreise)[21]
- 2004: Manfred Mayrhofer, Sprachwissenschaftler (Großer Preis); Georg Braulik, Bibelwissenschaftler; Dieter Schweizer, Botaniker; Robert Buchacher, Journalist (Würdigungspreis)[22]
- 2005: Willibald Riedler, Physiker (Großer Preis); Helmut Rumpler, Historiker; Hans Lassmann, Mediziner; Doris Helmberger, Journalistin (Würdigungspreise)[23]
- 2006: Günther Bauer, Physiker (Großer Preis); Andreas Kappeler, Historiker; Marjori Matzke, Gentechnik-Forscherin; Manfred Jochum, Rundfunkintendant (Würdigungspreise)[24]
- 2007: Franz Bydlinski, Jurist (Großer Preis); Hannelore Weck-Hannemann, Universitätsprofessorin für Politische Ökonomie; Georg Stingl, Mediziner; Andreas Novak, Journalist (Würdigungspreise)[25]
- 2008: Klaus Wolff, Dermatologe (Großer Preis); Rainer Blatt, Experimentalphysiker; Manfred Bietak, Archäologe; Klaus Taschwer Soziologe und Journalist (Würdigungspreise)[26]
- 2009: Gerald Stourzh, Historiker (Großer Preis); Manfred Deistler, Wirtschaftsmathematiker; Monika Ritsch-Marte, Physikerin; Franz Simbürger, Journalist (Würdigungspreise)[27]
- 2010: Friedrich Ehrendorfer, Botaniker (Großer Preis); Heinz Fassmann, Geograph; Niyazi Serdar Sariciftci, Physiker; Martin Kugler, Journalist (Würdigungspreise)[28]
- 2011: Herwig Wolfram, Historiker (Großer Preis); Nikolaus Romani, Biologe; Christiane Spiel, Bildungspsychologin; Franz Tomandl, Journalist (Würdigungspreise)[29]
- 2012: Helmut Rauch, Physiker (Großer Preis); Rudolf Zechner, Biochemiker; Alfred Kohler, Historiker; Elisabeth Nöstlinger-Jochum (Würdigungspreise)[30]
- 2013: Wolfgang Dressler, Linguist (Großer Preis); Georg Gottlob, Informatiker; Friedrich Georg Schneider, Ökonom; Susanne Mauthner-Weber, Journalistin (Würdigungspreise)[31]
- 2014: Hans Tuppy, Biochemiker und Politiker (Großer Preis); Herbert Mang, Ingenieur; Artur Rosenauer, Kunsthistoriker; Martin Haidinger, Historiker und Wissenschaftsjournalist (Würdigungspreise)[32]
- 2015: Karl Korinek, Verfassungsjurist (Großer Preis); Jürgen Sandkühler, Hirnforscher; Arnold Suppan, Osteuropa-Historiker; Alwin Schönberger, Wissenschaftsjournalist (Würdigungspreise)[33]
- 2016: Christoph Huber, Immunologe (Großer Preis); Georg Kresse, Materialphysiker; Ernst Fehr, Wirtschaftswissenschaftler; Barbara Riedl-Daser, Wissenschaftsjournalistin (Würdigungspreise)[34]
- 2017: Grete Walter-Klingenstein, Historikerin (Großer Preis); Heinrich Schmidinger, Theologe; Christian Köberl, Geochemiker; Wolfgang Wagner; Medizinjournalist (Würdigungspreise)[35]
- 2018: Peter Schuster, Chemiker (Großer Preis); Christiane Wendehorst, Juristin; Gottfried Brem, Veterinärmediziner; Gerhard Jelinek, Journalist (Würdigungspreise)[36]
- 2019: Karl Acham, Soziologe, Philosoph und Wissenschaftshistoriker (Großer Preis); Ernst Bruckmüller, Wirtschafts- und Sozialhistoriker; Wolfgang Baumjohann, Astrophysiker; Peter Illetschko, Wissenschaftsjournalist (Würdigungspreise)[37]
- 2020: Fritz Paschke, Elektrotechniker (Großer Preis); Bert Fragner, Iranologe (Würdigungspreis für Geisteswissenschaften); Josef Penninger, Genetiker (Würdigungspreis für Naturwissenschaften); Günther Mayr, Journalist (Würdigungspreis für Wissenschaftspublizistik)[38][39]
- 2021: Manfred Burgstaller, Rechtswissenschaftler (Großer Preis); Dieter Stiefel, Wirtschaftshistoriker (Würdigungspreis für Geisteswissenschaften); Francesca Ferlaino, Physikerin (Würdigungspreis für Naturwissenschaften); Florian Aigner, Publizist (Würdigungspreis für Wissenschaftspublizistik)[38][39]
- 2022: Kurt Binder, Physiker (Großer Preis, posthum); Sabine Ladstätter, Archäologin (Würdigungspreis für Geistes- und Sozialwissenschaften/Rechtswissenschaften); Erwin F. Wagner, Biochemiker (Würdigungspreis für Naturwissenschaften/Medizin); Tanja Traxler, Journalistin (Würdigungspreis für Wissenschaftspublizistik)[40]
- 2023: Paul M. Zulehner, Theologe (Großer Preis); Würdigungspreise: Claudia Rapp, Byzantinistin; Veronika Sexl, Pharmakologin; Martin Moder, Molekularbiologe[41]
- 2024: Dietrich Kraft, Mediziner (Großer Preis); Würdigungspreise: Walter Pohl, Historiker (Geistes- und Sozialwissenschaften/Rechtswissenschaften), Jürgen Knoblich, Molekularbiologe (Naturwissenschaften/Medizin), Alice Senarclens de Grancy, Publizistin[42]

## Träger des Kardinal-Innitzer-Preises in der Kategorie „Förderungspreise“ (ab 1971)
- Kardinal-Innitzer-Förderungspreis für Geisteswissenschaften
- Kardinal-Innitzer-Förderungspreis für Human- und Veterinärmedizin
- Kardinal-Innitzer-Förderungspreis für Naturwissenschaften
- Kardinal-Innitzer-Förderungspreis für Rechts- und Staatswissenschaften
- Kardinal-Innitzer-Förderungspreis für Sozial- und Wirtschaftswissenschaften
- Kardinal-Innitzer-Förderungspreis für Theologie